# 鳳仙寺
鳳仙寺（ほうせんじ） は、群馬県桐生市梅田町にある曹洞宗の寺院である。山号は桐生山。本尊は釈迦如来。
由良氏の菩提寺である。開基の由良成繁の墓は市指定史跡に、本堂、山門、輪蔵、梵鐘は、市指定重要文化財となっている。

## 歴史
由良成繁は、天正元年（1573年）に、柄杓山城を攻略し桐生氏を滅ぼした。天正2年（1574年）に、桐生に入部し鳳仙寺を建立した。天正二年（1574年）桐生城主由良成繁公は、名田百石余と共に、勅使門の備わった伽藍を創建し、自らの菩提所として「桐生山鳳仙寺」が開山した。
朝廷より賜わった勅賜号・禅師号を冠する高僧であり、二世黙之宗草禅師は、後年「室中の法宝」と驚嘆される「夢中問答」や能筆な墨蹟で知られる学徳兼備の傑僧であり、三世大円門鶴大和尚は、学僧として高名で永平寺二十世の住持に晋山した。この頃の鳳仙寺では、常に四十人余りの雲水が参禅修学し教導を受ける一大道場だった。十六世乙堂喚丑禅師は、鳳仙寺版正法眼蔵を始め、宗門史上貴重な教義を数多く残し宗学の師として仰がれた。二十五世穆山瑾英禅師は、大本山総持寺独往三世に晋性されるなど、多くの名僧を輩出している。

## 境内
寺域は、周囲を豊かな自然に抱かれ四季折々の佇まいの中、静寂閑雅な緑陰の別天地が形成され、唐人白山の「鳳凰飛舞 仙人遊樂之 靈地也」（鳳凰が飛び仙人が遊ぶ霊境の地）から、寺号を「鳳仙寺」とし、瑞兆の帰結から山号を「桐生山」とした。
境内地
7876m2（2386.85坪）
本堂330m2（100坪）
石梁閣198 m2（60坪・檀信館）
山門49.5m2（15坪）
鐘楼9.5m2（2.88坪)
常磐殿「開山堂・薬師堂・秋葉堂」187.29m2（56.8坪）
庫裡138.27m2（41.9坪）
輪藏33m2（10坪）
本堂
市指定重要文化財 – 享保11年〈1726〉以前。桁行9間（19.892メートル）、梁間8間（16.161メートル）からなる市内唯一の八室構成方丈形式の本堂で大規模な曹洞宗本堂の形式をよく伝えている。さらに前方一間通 りに通り土間と一間通りの広縁がある。
山門
市指定重要文化財 – 宝永元年（1704）建立された三間一戸の二階建て楼門で、中に仁王（増長天・持国天）を配している。主柱4本と控柱8本（八脚門）で構成されて全てが丸柱。
輪藏
市指定重要文化財 – 天明3年（1783）。輪蔵は、白壁塗りの鞘堂の中に納められており、中心の柱を軸に八面 の経架が設置されていて、手押しで自在に回転させることができる構造になっている。中央には双林大士を安置し、残りの七面に延宝7年（1679）版行の鉄眼版一切経六千九百五十六巻が蔵されている。
梵鐘
市指定重要文化財 – 鳳仙寺の梵鐘は、寛永18年（1641）鋳造という桐生市内最古の梵鐘で、総高117センチメートルある。